# Ahoutoué
 (janvier 2016).
Si vous disposez d'ouvrages ou d'articles de référence ou si vous connaissez des sites web de qualité traitant du thème abordé ici, merci de compléter l'article en donnant les références utiles à sa vérifiabilité et en les liant à la section « Notes et références ».
Ahoutoué  est un village de la ville d'Alépé Côte d'Ivoire situé à 28,9 km au nord-est de la capitale économique du pays, Abidjan. Sa population est en grande partie issue du peuple Attié.
Administrativement, il est situé dans la Région de La Mé, qui regroupe également les villes d’Adzopé, Alépé, Akoupé et Yakassé-Attobrou.

## Administration
Le village est administré par le chef Akobe Prosper Abbé.

## Société
À l'origine, le village d'Ahoutoué ne portait pas ce nom, l’appellation était "Mamagnin" ou encore "Allobié". Vu la dureté du comportement des villageois, les autres peuples "Gwa" et "Ebriés" se méfiaient d'eux. C'est alors que des missionnaires catholiques, remontant le cours de la rivière "Mé" accompagnés par des pêcheurs de "Moossou" leur donnèrent le nom de "Toutoué" qui veut dire les Bagarreurs en "Abourés". "Toutoué" devint "Ahoutoué" par déformation[pas clair][réf. nécessaire].

### Éducation

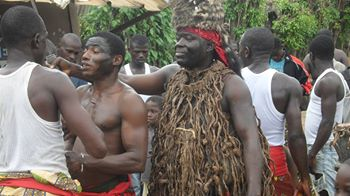
Chef guerrier à Ahoutoué

## Sports
Le village pratique en grande partie le football[pas clair][pertinence contestée].

## Climat
Comme toute la région sud de la Côte d'Ivoire, Ahoutoué connaît quatre saisons : une grande saison des pluies (avril-juillet), une petite saison des pluies (octobre-décembre), une grande saison sèche (janvier-mars) et une petite saison sèche (août-septembre).
On y pratique des « cultures de rente » : le café, le cacao, le palmier à huile, l'hévéa, le manioc.